# 1995 en sport automobile
Chronologie du Sport automobile
1994 en sport automobile - 1995 en sport automobile - 1996 en sport automobile
Les faits marquants de l'année 1995 en Sport automobile

## Par mois

### Janvier
- 17 janvier : l'écurie britannique Lotus abandonne la compétition automobile.
- 25 janvier : Carlos Sainz s'impose sur le rallye Monte-Carlo sur une Subaru.

### Mars
- 26 mars, (Formule 1) : Grand Prix automobile du Brésil.

### Avril
- 30 avril (Formule 1) : Grand Prix automobile de Saint-Marin.

### Mai
- Jacques Villeneuve gagne les 500 miles d'Indianapolis sur une Reynard-Ford.
- 14 mai (Formule 1) : Grand Prix automobile d'Espagne.
- 28 mai : (Formule 1) : Grand Prix automobile de Monaco.

### Juin
- 11 juin (Formule 1) : Grand Prix automobile du Canada.
- 17 juin : départ de la soixante-troisième édition des 24 Heures du Mans.
- 18 juin : McLaren-BMW remporte les 24 Heures du Mans avec les pilotes Yannick Dalmas, JJ Lehto et Masanori Sekiya.

### Juillet
- 2 juillet (Formule 1) : Grand Prix automobile de France.
- 16 juillet (Formule 1) : Grand Prix de Grande-Bretagne.
- 30 juillet (Formule 1) : Grand Prix automobile d'Allemagne.

### Août
- 13 août (Formule 1) : Grand Prix automobile de Hongrie.
- 27 août (Formule 1) : Grand Prix automobile de Belgique.

### Septembre
- 10 septembre (Formule 1) : Grand Prix automobile d'Italie.
- 24 septembre (Formule 1) : Grand Prix automobile du Portugal.

### Octobre
- 1er octobre (Formule 1) : Grand Prix automobile d'Europe.
- 22 octobre (Formule 1) : Grand Prix automobile du Pacifique. Michael Schumacher remporte le Championnat du monde de Formule 1 au volant d'une Benetton-Renault
- 29 octobre (Formule 1) : Grand Prix automobile du Japon.

### Novembre
- 12 novembre (Formule 1) : Grand Prix automobile d'Australie.
- 22 novembre : Colin McRae remporte le championnat du monde des rallyes sur une Subaru.

## Naissances
- 24 février : Luca Ghiotto, pilote automobile italien.
- 27 février : John Filippi, pilote automobile français.
- 31 août : Léo Roussel, pilote automobile français, spécialisé dans l'endurance.
- 23 septembre : Jack Aitken, pilote automobile possédant la double nationalité britannico-coréenne.
- 16 octobre : Egor Orudzhev, pilote automobile russe.
- 4 novembre : Gustav Malja, pilote automobile suédois.

## Décès
- 1er février : Harry Merkel, 77 ans, pilote automobile allemand. (° 10 février 1918).
- 25 mars : John Hugenholtz, 80 ans, concepteur de circuits automobiles néerlandais, designer des circuits de Jamara (Espagne), Zandvoort (Pays-Bas) et Suzuka (Japon), (° 31 octobre 1914).
- 26 avril : Willi Krakau, 83 ans, pilote automobile allemand de voitures de sport et de Formule 2, (° 4 décembre 1911).
- 17 juillet : Juan Manuel Fangio, 84 ans, pilote automobile argentin, cinq fois champion du monde de Formule 1, en 1951, 1954, 1955, 1956 et 1957, (° 24 juin 1911).
- 21 août :  Charles « Chuck » Stevenson, pilote automobile américain, sur routes et circuits, (° 15 octobre 1919).
- 7 octobre : Louis Meyer, pilote automobile américain, premier triple vainqueur des 500 miles d'Indianapolis, (° 21 juillet 1904).
- 27 novembre : Giancarlo Baghetti, pilote automobile italien. (° 25 décembre 1934).